# Malik Washington
Malik Washington (Lawrenceville, 4 gennaio 2001) è un giocatore di football americano statunitense che milita nel ruolo di wide receiver per i Miami Dolphins della National Football League (NFL).

## Carriera universitaria

### Northwestern
Nella prima stagione a Northwestern nel 2019, Washington fece registrare sei ricezioni per 25 yard. Nella stagione accorciata per COVID del 2020 ricevette 5 passaggi per 51 yard e corse una volta per 8 yard. Nel settimo turno della stagione 2021, Washington ricevette 5 passaggi per 84 yard e un touchdown nella vittoria su Rutgers. Nella settimana 3 della stagione 2022 ebbe 4 ricezioni per 76 yard e un touchdown nella sconfitta contro Southern Illinois per 31-24. Washington chiuse la stagione 2022 con 65 ricezioni per 694 yard e un touchdown, oltre a 16 yard corse. Per le sue prestazioni Pro Football Focus lo inserì nella terza formazione ideale della Big Ten Conference. A fine anno optò per cambiare istituto.

### Virginia
Washington decise di trasferirsi a Virginia nel 2023. Nel secondo turno contro James Madison ricevette 5 passaggi per 119 yard e un touchdown mentre la settimana successiva contro Maryland totalizzò 9 ricezioni per 141 yard. Nel quarto turno fece registrare 4 ricezioni per 170 yard e un touchdown ma i Cavaliers persero contro NC State. Per questa prestazione fu premiato come miglior wide receiver della settimana dall’Atlantic Coast Conference (ACC). La sua stagione si chiuse con 110 ricezioni per 1.426 yard e 9 touchdown, venendo inserito nella formazione ideale della sua conference.

## Carriera professionistica

### Miami Dolphins
Washington fu scelto nel corso del sesto giro (184º assoluto) del Draft NFL 2024 dai Miami Dolphins. Nella sua prima stagione fece registrare 26 ricezioni per 233 yard in 14 presenze, di cui 3 come titolare.